# جسر جناح
جسر جناح هو جسر دائري يقع بين خرادار وكياماري على تشينا كريك في كراتشي باكستان. حتى عام 1982 كان الجسر معروفًا باسم جسر نابير مول. تمت ترقيته وتطويره ليصبح جسرًا دائريًا باتجاه واحد بين عامي 1993 و1997. يربط الجسر ميناء كراتشي بالمدينة، وهو المحطة الجنوبية الغربية لطريق محمد علي جناح.